# Betriebsführer (Bergbau)
Der Betriebsführer ist eine Aufsichtsperson im Bergbau, die als leitender Angestellter für ein ganzes Bergwerk oder für einen großen Teilbereich des Bergwerks verantwortlich ist. In der zweiten Hälfte des 19. Jahrhunderts gehörte der Betriebsführer zu den Betriebsbeamten, die zur Leitung und Beaufsichtigung des Bergwerkbetriebes zuständig waren. Bevor Personen als Betriebsführer auf einem Bergwerk tätig werden können, müssen sie durch die Bergbehörde anerkannt werden.

## Geschichte
In der zweiten Hälfte des 19. Jahrhunderts kam es zu mehreren Gesetzesnovellen, die maßgeblichen Einfluss auf den Bergbau hatten. Durch diese neuen Gesetze wurde die staatliche Bevormundung der Bergbautreibenden aufgehoben und anstelle des Direktionsprinzips trat das Inspektionsprinzip. Von nun an waren die Bergwerksbesitzer selber für die ordnungsgemäße Führung und Leitung des Bergwerkbetriebes verantwortlich. Das war zunächst nicht so ohne Weiteres durchführbar, denn die einzigen auf einem Bergwerk angelegten Grubenbeamten waren die Steiger, die aber nicht mit der technischen Leitung des ganzen Bergwerks betraut waren und hierfür ihre Anweisungen von den Revierbeamten des Bergamtes bekamen. Mit der technischen Leitung des Bergwerkbetriebes betrauten die Bergwerksbetreiber in den ersten Jahren jeweils einen erfahrenen Steiger. Erst später wurden speziell für diese Führungsaufgabe geschulte Ingenieure als Betriebsführer angestellt.

## Ausbildung
Der Betriebsführer soll den Betrieb sachkundig unter Beachtung der Regeln der Bergtechnik und der bergpolizeilichen Vorschriften führen können. Hierfür ist in der Regel eine wissenschaftliche Ausbildung erforderlich. Das bedeutet, dass ein angehender Betriebsführer neben einer längeren Fachschulausbildung noch weitere Schulabschlüsse und eine mehrjährige Berufspraxis benötigt, bevor er als Betriebsführer angestellt werden kann. Grundvoraussetzung ist der erfolgreiche Besuch einer Steigerschule an einer vom Oberbergamt zugelassenen Bergschule oder Bergfachschule. Diese Schulausbildung dauert je nach Fachrichtung und Schule zwischen zwei und drei Jahren. Im Anschluss daran muss der angehende Betriebsführer mehrere Jahre als Steiger in seinem Fachbereich tätig sein. Wenn er sich in dieser Zeit für eine höhere Stellung profiliert hat, kann er einen einjährigen Betriebsführerlehrgang besuchen. Das setzt jedoch voraus, dass er eine für diese Schule vorgesehene Aufnahmeprüfung besteht. Hat ein Steiger seine Steigerschule mindestens mit der Note „Gut“ bestanden, kann er ohne Aufnahmeprüfung die Oberklasse (Betriebsführerlehrgang) besuchen. In der Oberklasse werden die angehenden Betriebsführer für ihre zukünftigen Aufgaben wie Betriebsplanung, Betriebsorganisation und Betriebsüberwachung geschult. Am Ende der Oberklasse müssen die Absolventen ihr erworbenes Wissen in einer Prüfung darlegen. Diese Prüfung erfolgt in Form einer betriebsgebundenen technischen Abschlussarbeit, die von der Bergwerksdirektion des jeweiligen Prüflings vorgegeben wird. Nach erfolgreicher Abschlussprüfung erhalten die Absolventen ein Abschlusszeugnis als Nachweis für ihre technische und geschäftliche Befähigung zum Betriebsführer. Die umfangreiche Ausbildung und eine entsprechende betriebliche Auswahl sind Voraussetzung dafür, dass nur gewissenhafte und verantwortungsbewusste Personen in eine solche Führungsperson gelangen können. Einziger Anbieter für diesen Abschluss deutschlandweit ist die Fachschule für Wirtschaft und Technik in Clausthal-Zellerfeld. Die Oberklasse mit Betriebsführerlehrgang wird jährlich angeboten. Die Studiendauer beträgt zwei Semester.

## Aufgaben und Befugnisse
Die Aufgaben des Betriebsführers liegen in der Betriebsplanung, der Betriebsorganisation und der Betriebsüberwachung. Hinzu kommen Aufgaben im Bereich der Arbeitssicherheit, insbesondere die Überwachung der Einhaltung der erlassenen Sicherheitsvorschriften. Außerdem ist der Betriebsführer auch zuständig, Beschwerden oder dienstliche Anliegen von seinen Mitarbeitern entgegenzunehmen und diese zu bearbeiten. Um seine Aufgaben durchführen zu können, hat der Betriebsführer auch weitreichende Kompetenzen. So ist der Betriebsführer berechtigt, die Mitarbeiter für seinen Bereich einzustellen. Ebenso hat er Mitspracherecht bei der Einstellung von Auszubildenden. Des Weiteren ist er zuständig für die Ausbildung seiner ihm unterstellten Mitarbeiter. Er nimmt Prüfungen wie z. B. die Hauerprüfung ab und bestellt die für seinen Bereich erforderlichen Wettermänner und Sprengbeauftragten. Der Betriebsführer ist auch bei der Lohngestaltung seiner ihm unterstellten Arbeitnehmer maßgeblich bestimmend. So verhandelt er mit den Ortsältesten der jeweiligen Belegschaften das Gedinge, überprüft stichprobenartig die getanen Arbeiten und die darüber erfolgten Meldungen der Fahrsteiger und Obersteiger. Des Weiteren legt er die Löhne seiner Mitarbeiter im Rahmen seiner Möglichkeiten fest und überprüft die Lohnberechnungen der einzelnen Reviersteiger. Der Betriebsführer kann gegenüber seinen untergebenen Mitarbeitern auch Sanktionen, wie z. B. Lohnabzug, verhängen. Diese Möglichkeiten hatten bis zur Gesetzesänderung nur die königlichen Revierbeamten des Bergamtes. Letztendlich ist der Betriebsführer auch befugt, Mitarbeiter aus seinem Bereich zu entlassen.

## Hierarchie und bergrechtliche Stellung
Der Betriebsführer leitet auf kleineren Bergwerken den gesamten Betrieb, auf größeren Bergwerken gibt es mehrere Betriebsführer, die als Leiter den einzelnen Teilbereichen Aus- und Vorrichtung, Abbau, Schacht- und Streckenförderung, Elektrobetrieb und Maschinenbetrieb vorstehen. Dem Betriebsführer sind alle Mitarbeiter, die in seinem Zuständigkeitsbereich tätig sind, unterstellt. Jeder Betriebsführer ist hierarchisch der Werksdirektion unterstellt, von dieser erhalten die Betriebsführer auch Weisungen. Bergrechtlich ist der Betriebsführer für seinen gesamten Tätigkeitsbereich verantwortlich. Allerdings kann der Betriebsführer nicht alle Einzelheiten in seinem Verantwortungsbereich selber regeln. Deshalb kann er einzelne Aufgabenbereiche und Verantwortlichkeiten an seine ihm unterstellten Aufsichtspersonen delegieren. Dieses ist jedoch nur bis zu einem bestimmten Grad möglich. Die Übertragung der bergrechtlichen Verantwortung auf ihm unterstellte Aufsichtspersonen kann der Betriebsführer nur soweit vornehmen, wie diese den Betrieb und die dortigen sicherheitsbezogenen und bergrechtlichen Belange kennen. Jede Aufsichtsperson ist in dem ihr übertragenen Geschäftsbereich straf- und zivilrechtlich voll verantwortlich. Trotzdem behält der Betriebsführer weiterhin die bergrechtliche Gesamtverantwortung für seinen ihm unterstellten Betrieb. Personen, die dem Betriebsführer vorstehen, wie z. B. die Werksdirektion, waren nach altem Bergrecht nur dann strafrechtlich verantwortlich, wenn sie die betrieblichen Aufsichtspersonen durch Handlungen oder Unterlassungen an deren ordnungsgemäßer Erfüllung ihrer Aufgaben gehindert hatten. Diese Verantwortung ist im Bundesberggesetz in den §§ 58 und 59 neu geregelt worden, mit Inkrafttreten des Bundesberggesetzes gehören in erster Linie der Unternehmer oder die zu seiner Vertretung berechtigten Personen zum Personenkreis der „Verantwortlichen Personen“ und sind somit voll verantwortlich für ihren Geschäftsbereich. Es können Teilverantwortungen an unterstellte Aufsichtspersonen abgegeben werden.